# 放射線管理区域
放射線管理区域（ほうしゃせんかんりくいき）とは、放射線による障害を防止するために設けられる区域で法令により、取り決められている。

## 目的
人が放射線の不必要な被ばくを防ぐため、放射線量が一定以上ある場所を明確に区域し人の不必要な立ち入りを防止するために設けられる区域である。

## 法律根拠

### 放射性同位元素等の規制に関する法律
放射性同位元素等の規制に関する法律施行規則第1条第1号他

### 医療法令
医療法及び同施行規則第30条の16他

### 労働安全衛生法令
労働安全衛生法、電離放射線障害防止規則

### 人事院規則
人事院規則一〇―五（職員の放射線障害の防止）により定められている。

## 放射性同位元素等による放射線障害の防止に関する法律による管理区域
外部放射線に係る線量が文部科学大臣が定める線量を超え、空気中の放射性同位元素の濃度が文部科学大臣が定める濃度を超え、又は放射性同位元素によつて汚染される物の表面の放射性同位元素の密度が文部科学大臣が定める密度を超えるおそれのある場所。

### 管理区域の設定基準
1. 外部放射線に係る線量については、実効線量が3月あたり1.3mSv
2. 空気中の放射性物質の濃度については、3月についての平均濃度が空気中濃度限度の1/10
3. 放射性物質によって汚染される物の表面の放射性物質の密度については、表面汚染密度（α線を放出するもの：4Bq/cm2、α線を放出しないもの：40Bq/cm2）の10分の1以下の場所が医療法による管理区域となる。
4. 外部放射線による外部被ばくと空気中の放射性物質の吸入による内部被ばくが複合するおそれのある場合は、線量と放射能濃度のそれぞれの基準値に対する比の和が1

## 医療法による管理区域

### 管理区域の設定基準
以下の場所が医療法による管理区域となる
1. 外部放射線の線量が1週間につき1センチメートル線量当量 (H 1cm) として300μSvを超えるか、もしくは超えるおそれのある場所
2. 空気中の放射線同位元素の濃度が1週間について法に定められた空気中濃度限度の 3/10 を超えるか、もしくは超えるおそれのある場所
3. 放射性同位元素によって表面汚染密度がアルファ線を放出しない 同位元素の場合4Bq/cm2を超えるか、もしくは超えるおそれのある場所

### 管理区域の設備基準
1. 使用室の画壁は、壁、天井、床、扉、窓などで区画する事を必要とする（ただし、移動用X線装置を使用する場合は除外する）。
2. 画壁等の放射線の遮蔽能力は、画壁等の外側でH 1cmが1週間につき1mSv以下とする。

### 管理区域の実例
医療法による管理区域としては、以下のような場所がある。
1. 放射線治療室及び関連施設
2. 診療用放射線照射装置使用室
3. 診療用高エネルギー放射線発生装置使用室
4. 放射性同位元素装備診療機器使用室
5. 診療用放射性同位元素使用室
6. 貯蔵施設
7. 廃棄施設

## 労働安全衛生法令による管理区域
労働安全衛生法令によるものは、電離放射線障害防止規則により設定されている。

### 管理区域の設置基準
1. 外部放射線による実効線量と空気中の放射性物質による実効線量との合計が3月間につき1.3mSvを超えるおそれのある区域[2]
2. 放射性物質の表面密度が別表第三に掲げる限度の1/10を超えるおそれのある区域[3]

参考
| 区分(核種)                    | 限度(Bq/cm2) |
| ----------------------------- | ------------ |
| α線を放出する放射性同位元素   | 4            |
| α線を放出しない放射性同位元素 | 40           |

### 管理区域における事業者の措置
1. 事業者は、必要のある者以外の者を管理区域に立ち入らせてはならない[4]。
2. 事業者は、管理区域内の労働者の見やすい場所に、放射線測定器の装着に関する注意事項、放射性物質の取扱い上の注意事項、事故が発生した場合の応急の措置等放射線による労働者の健康障害の防止に必要な事項を掲示しなければならない[5]。
3. 事業者は、放射線装置室、放射性物質取扱作業室、貯蔵施設又は保管廃棄施設について、遮へい壁、防護つい立てその他の遮へい物を設け、又は局所排気装置若しくは放射性物質のガス、蒸気若しくは粉じんの発散源を密閉する設備を設けて、労働者が常時立ち入る場所における外部放射線による実効線量と空気中の放射性物質による実効線量との合計を1週間につき1mSv以下にしなければならない[6]。
4. 管理区域内において放射線業務に従事する労働者（以下「放射線業務従事者」という）の受ける実効線量が5年間につき100mSvを超えず、かつ、1年間につき50mSvを超えないようにしなければならない[7]。
5. 放射線業務従事者、緊急作業に従事する労働者及び管理区域に一時的に立ち入る労働者の管理区域内において受ける外部被ばくによる線量及び内部被ばくによる線量を測定しなければならない[8]。
6. 女性の放射線業務従事者（妊娠する可能性がないと診断されたもの及び妊娠中の者を除く）の受ける実効線量については、3月間につき5mSvを超えないようにしなければならない[9]。
7. 妊娠と診断された女性の放射線業務従事者の受ける線量が、妊娠と診断されたときから出産までの間（以下「妊娠中」という）につき次の各号に掲げる線量の区分に応じて、それぞれ当該各号に定める値を超えないようにしなければならない[10]。
  1. 内部被ばくによる実効線量については、1mSv
  2. 腹部表面に受ける等価線量については、2mSv

など。

## 人事院規則による管理区域

### 管理区域の基準
1. 外部放射線による実効線量が、3月間につき1.3mSVを超えるおそれのある区域
2. 空気中の放射性物質の濃度が、人事院の定める濃度を超えるおそれのある区域
3. 放射性物質によつて汚染される物の表面の放射性物質の密度が、人事院の定める密度を超えるおそれのある区域
4. 3月間についての外部放射線による実効線量の第一号に掲げる線量に対する割合と空気中の放射性物質の濃度の第二号に掲げる濃度に対する割合の和が、1を超えるおそれのある区域

## 管理項目
- 放射線防護（英語版）